# آرامگاه آسیابان
آرامگاه آسیابان مربوط به دوران‌های تاریخی پس از اسلام است و در شهرستان هامون، بخش تیمورآباد آب، روستای کوه خواجه واقع شده و این اثر در تاریخ ۳۰ تیر ۱۳۸۴ با شمارهٔ ثبت ۱۲۲۹۲ به‌عنوان یکی از آثار ملی ایران به ثبت رسیده است.